# Scepanotrocha simplex
Scepanotrocha simplex är en hjuldjursart som beskrevs av De Koning 1947. Scepanotrocha simplex ingår i släktet Scepanotrocha och familjen Habrotrochidae. Inga underarter finns listade i Catalogue of Life.